# Barbatus
Barbatus est un officier militaire byzantin du vie siècle, possiblement d'origine thrace. En 533, il fait partie des commandants de cavalerie envoyés par Bélisaire pour une expédition contre le roi vandale Gélimer ; les autres commandants sont Rufin, Aïgan et Pappus. À la bataille de Tricaméron en décembre de la même année, Barbatus commande une partie de la cavalerie de l'aile droite byzantine.
À l'été 536, Barbatus commande une force de cavalerie régulière en Numidie. Il marche sous l'autorité de Marcellus contre les mutins byzantins de Stotzas à Gadiaufala (peut être Gazophyla). Son armée fait défection à Stotzas. En compagnie d'autres officiers byzantins, Barbatus trouve refuge dans une église locale. Ils se rendent peu après que Stotzas ait promis de les épargner. Néanmoins, ils sont tous exécutés.